# Eremiaphila bovei
Eremiaphila bovei är en bönsyrseart som beskrevs av Lefebvre 1835. Eremiaphila bovei ingår i släktet Eremiaphila och familjen Eremiaphilidae. Inga underarter finns listade i Catalogue of Life.